# 4925 Zhoushan
A 4925 Zhoushan (ideiglenes jelöléssel 1981 XH2) a Naprendszer kisbolygóövében található aszteroida. A Bíbor-hegyi Obszervatórium fedezte fel 1981. december 3-án.